# Haneburger
Der Haneburger ist ein Berg in den Tuxer Alpen im österreichischen Bundesland Tirol. Der Gipfel im Kamm zwischen dem Voldertal und dem Wattental erreicht im Südgipfel eine Höhe von 2596 m ü. A.
Das Gipfelkreuz steht auf dem um wenige Meter niedrigeren Nordgipfel, der aber vom Inntal aus besser sichtbar ist.
Der Berg kann unschwierig vom Voldertal oder vom Wattental aus erstiegen werden. Im Winter wird er mit Skiern vor allem vom Voldertal aus bestiegen. Dem Haneburger benachbarte Gipfel sind der südlich gelegene Malgrübler 2749 m ü. A. und der nördlich des Haneburgers gelegene Roßkopf 2382 m ü. A.